# Sione Tu'amoheloa
Pas d'image ? Cliquez ici

a Compétitions nationales et continentales officielles uniquement.

b Matchs officiels uniquement.
Dernière mise à jour le 2 novembre 2015.
Sione Tu'amoheloa dit Johnny Tu'amoheloa, né le 20 août 1980 aux Tonga, est un joueur de rugby à XV international tongien évoluant au poste de troisième ligne aile (1,85 m pour 100 kg).

## Carrière

### En club
- Massey Club  Australie
- North Harbour  Nouvelle-Zélande
- 2004-2005 : Newbury R.F.C.  Angleterre
- 2005-2006 : Worcester Warriors  Angleterre
- 2006-2008 : Tarbes Pyrénées  France

### En équipe nationale
Il a honoré sa première cape internationale en équipe des Tonga le 4 juillet 2003 contre l'équipe des Fidji.

## Palmarès
- 4 sélections en équipe des Tonga depuis 2003
- Sélections par année : 3 en 2003, 1 en 2005
- En coupe du monde :
  - 2003 : 1 sélection (Canada)